# 스펀지

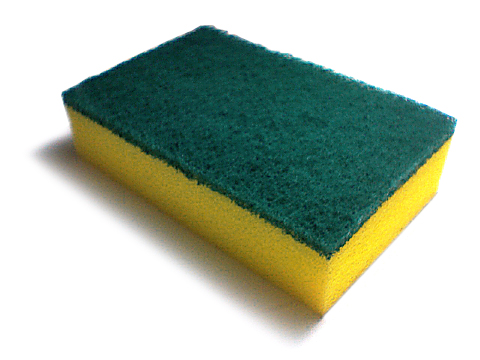
주방용 스펀지의 모습 1

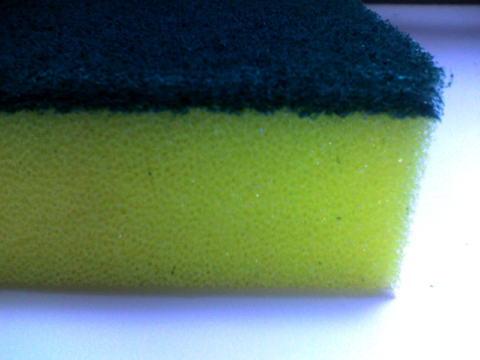
주방용 스펀지의 모습 2

스펀지(Sponge, →해면)는 합성 수지 등으로 만든 다공성 물질이다. 탄성이 있으며, 특히 물과 수분 기반 용액을 잘 흡수한다. 널리 쓰이는 합성 스펀지로는 저밀도 폴리에테르(비흡수 스펀지), PVA(매우 용해가 잘 되는 물질로, 약제에 쓰임), 폴리에스테르가 있다. 수세미로도 부른다.
욕조용 스펀지는 때와 오물을 제거하고 피부를 깨끗이 하는데 도움을 준다.

## 세균의 번식

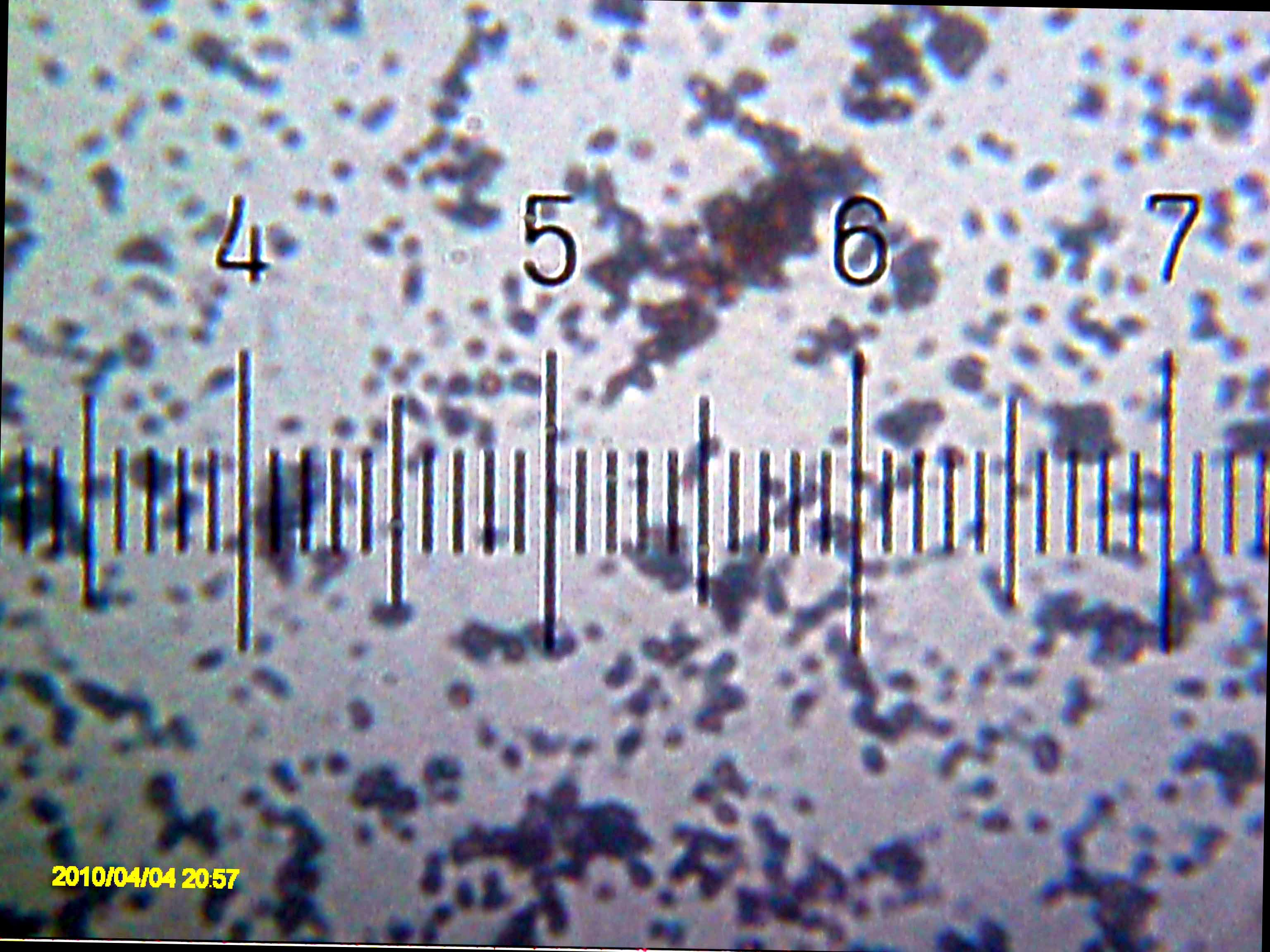
부엌 스펀지의 세균.

주로 나무 섬유로 만들어져 있기 때문에, 섬유소 스펀지는 해로운 세균이나 곰팡이의 매개체가 될 수 있는데, 특히 사용 중 젖은 채로 그대로 놓아둘 때 그러하다.

## 스펀지 청소
스펀지를 청소하는 방법은 여러가지가 사용된다. 전자레인지를 이용하여 완전히 젖은 가정용 비금속 스펀지를 청소하는 연구가 진행되었다. 2006년 연구에서 젖은 스펀지를 2분 간 전자레인지를 통해 돌리면(1,000 와트 전력) 대장균류와 대장균, 그리고 박테리오파지 MS2의 99%가 제거되었으나, 바킬루스 세레우스의 경우 4분을 돌려야 제거되었다고 보고되었다. 집에서 결과를 재현하려다가 일부 화재가 난 사람들이 있은 뒤에, 연구를 한 저자는 사람들에게 그들의 스펀지가 젖은 상태에서 진행하도록 강요하였다. 2009년 연구에서 전자레인지와 식기세척기는 가정용 스펀지를 깨끗이 하는 효율적인 방법으로 간주되었다.

## 역사와 어원

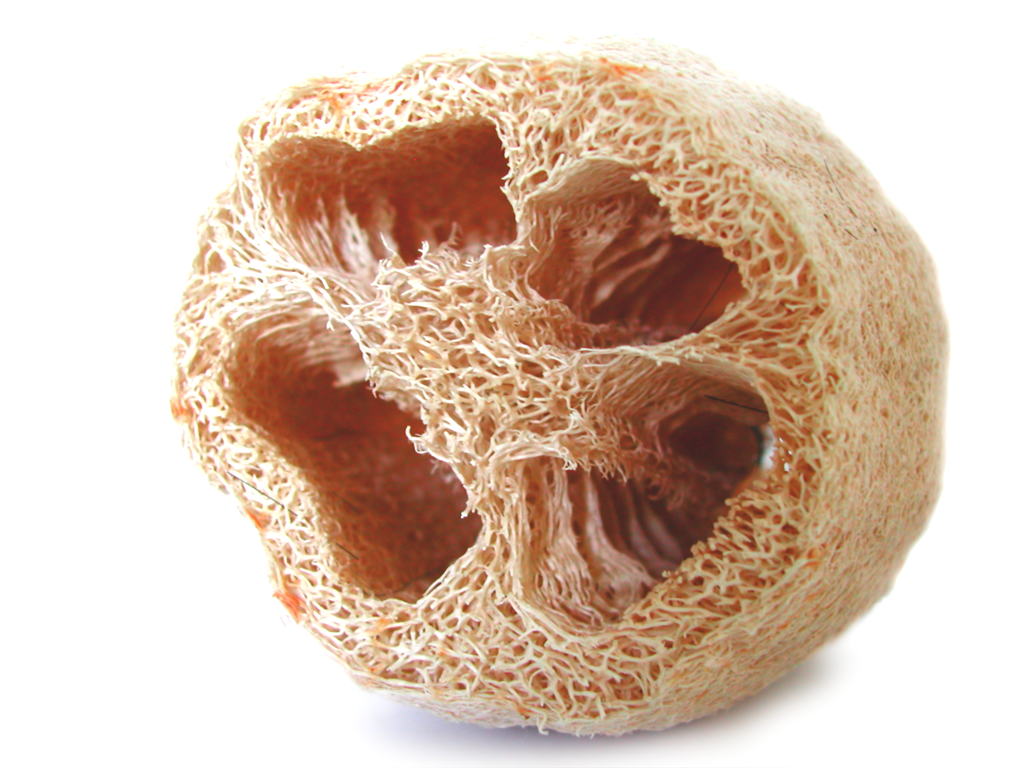
식물성 천연 수세미.

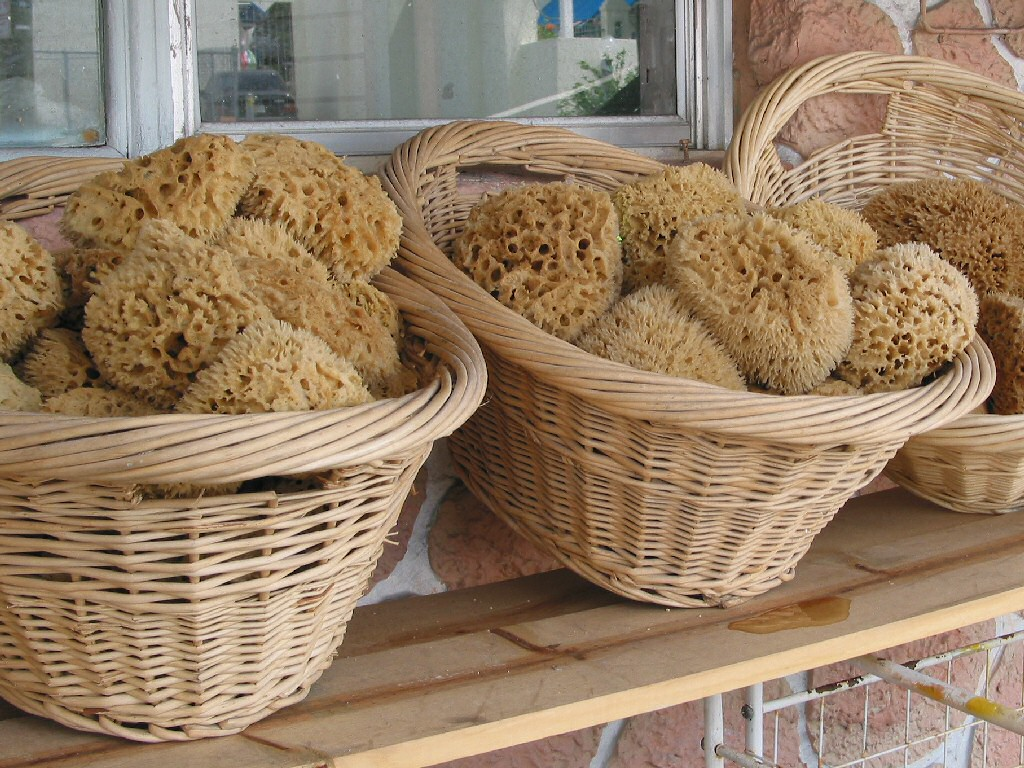
해면동물로 만든 천연 스펀지.

한국에서는 수세미오이의 열매를 말린 것을 청소에 썼기 때문에 지금도 스펀지를 ‘수세미’라 부른다.
서양에서는 해면동물, 특히 Spongia와 Hippospongia에 속하는 종을 말려서 청소에 썼었고 이를 ‘스펀지’로 불렀다. 나중에 합성 스펀지를 청소용으로 쓰게 되었다.
위생을 위해 사용된 스펀지에 대한 최초의 기록은 고대 그리스로 거슬러 올라간다.

## 경제
| 수출국 | 1981 | 1982 | 1983 | 1984 | 1985 | 1986 |
| ------ | ---- | ---- | ---- | ---- | ---- | ---- |
| 튀니지 | 74   | 71   | 84   | 81   | 91   | 88   |
| 쿠바   | 36   | 33   | 38   | 33   | 41   | 41   |
| 프랑스 | 25   | 26   | 33   | 31   | 35   | 30   |
| 그리스 | 32   | 42   | 36   | 27   | 32   | 22   |
| 바하마 | -    | 8    | 21   | 8    | 3    | 14   |
| 터키   | 11   | 8    | 7    | 8    | 1    | 1    |
| 이집트 | 5    | 4    | 4    | 2    | 4    | 8    |
| 일본   | -    | 6    | 4    | 1    | 1    | 6    |
| 필리핀 | 9    | 4    | 5    | 6    | 6    | 4    |
| 리비아 | -    | -    | -    | 6    | 3    | -    |
| 전체   | 192  | 202  | 232  | 213  | 245  | 225  |

## 같이 보기
- 해면동물
- 수세미오이